# Operace Štít a šíp
Operace Štít a šíp (hebrejsky מבצע מגן וחץ‎, anglicky Operation Shield and Arrow) je název izraelské vojenské operace, při níž izraelské vojenské letectvo opakovaně napadlo v Pásmu Gazy cíle Palestinského islámského džihádu (PID). Operace byla zahájena 9. května 2023. Obětí útoku se kromě příslušníků PID stali i civilisté. PID jako odpověď na izraelský útok zahájil Operaci Pomsta svobodných (arabsky عملية ثأر الأحرار‎,  anglicky Operation Revenge of the Free) při které provedl masivní raketové ostřelování izraelského území. Kromě PID se do bojů proti Izraeli zapojily i další palestinské ozbrojené skupiny jako Lidová fronta pro osvobození Palestiny (LFPO) a Demokratická fronta pro osvobození Palestiny (DFOP). Hamás, přestože vyjádřil PID podporu, se do bojů nezapojil. K ukončení operace došlo 13. května 2023 sjednaným příměřím.
Název pro operaci byl podle IOS zvolen proto, že podstatou celé operace je obrana i útok.

## Pozadí
Podle Izraele je zahájení operace odpovědí na palestinské raketové útoky z 2. května 2023, kdy bylo proti Izraeli vypáleno více než 100 raket. Ty palestinské ozbrojené skupiny podnikly jako odvetu za smrt Chadera Adnana, jednoho z vysokých vůdců Jeruzalémských brigád. Ten zemřel na následky 87 dní trvající hladovky, kterou držel v izraelském vězení. Na raketové útoky odpověděl Izrael leteckými útoky proti vojenským objektům palestinských odbojových skupin v Gaze.

## Plánování
Plánování izraelské operace započalo 2. května. Na přípravě se kromě IOS podílela i izraelská bezpečnostní služba Šin Bet. Ta dodala zpravodajské informace o pohybu a pobytu zájmových osob z PID.

## Časová osa

Izraelský útok na odpaliště raket PIJ

### Úterý 9. května
Útok izraelského letectva byl zahájen ve 2:00 místního času. Cílem útoku 40 vojenských letadel byli velitelé PID včetně 3 velitelů Jeruzalémských brigád (což je ozbrojené křídlo PID) Chalil Bahitini, velitel JB pro sever Gazy, Tareq Ezzaldin, mluvčí hnutí a Jihad Ghan, tajemník vojenské rady hnutí. Dalšími cíli dále byla palestinská vojenská infrastruktura a provozy na zbrojní výrobu v Chán Júnis. Podle palestinských zdrojů při útoku zahynulo 12 lidí včetně 9 civilistů a 4 dětí, mezi nimiž byli rodinní příslušníci zabitých velitelů. Identitu 3 zabitých vůdců potvrdily IOS. V podvečer izraelská letadla zničila v Chán Júnis vozidlo s bojovníky PID mířícími k odpališti raket.
Ruské ministerstvo zahraničí uvedlo, že mezi zabitými civilisty je i ruský občan Dr. Džamal Chaswan. Ten zahynul společně se svou manželkou a jednadvacetiletým synem.
Mluvčí PID nazval izraelský útok zbabělým sionistickým zločinem, mluvčí Hamásu prohlásil, že vraždění vůdců nepřinese okupantům bezpečnost, ale posílí odpor. Izraelská armáda oznámila, že útok byl veden profesionálně a s přesností. Vyloučena ale není mobilizace a rozsáhlejší vojenské akce.

### Středa 10. května

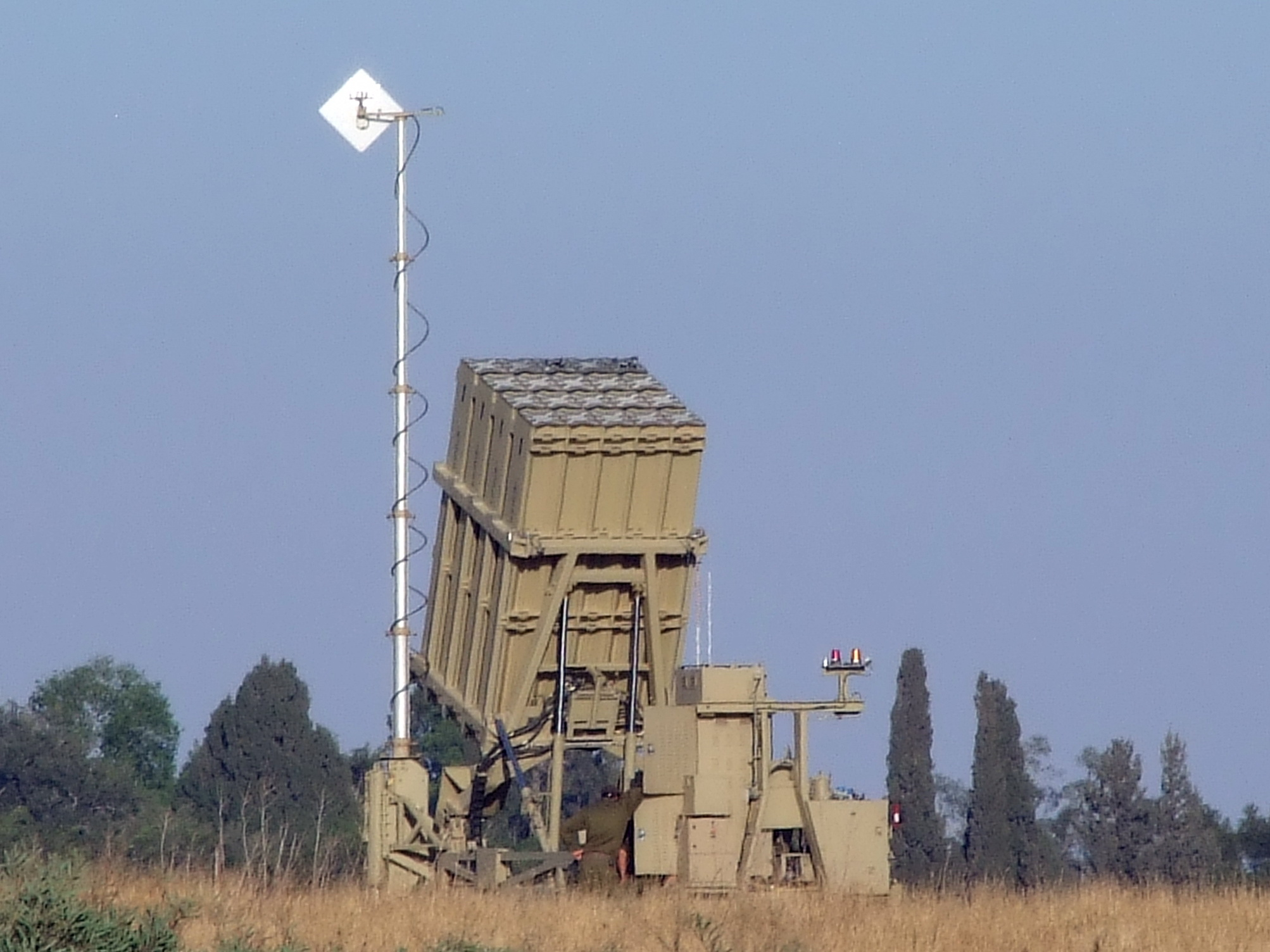
Odpalovací zařízení protiraketového systému Iron Dome

Ve středu ráno provedlo izraelské letectvo další útok. Cílem bylo vozidlo s bojovníky PID mířícími k odpalovacímu zařízení v Chán Júnis. Izraelské letecké útoky následně mířily nejen v Gazu, ale i na cíle v Rafahu, Bajt Lahíja a Bajt Hánún. Odpoledne zahájil PID raketové ostřelování izraelského území. Odpáleno bylo 9 raket na Aškelon, Sderot, Šefelu a Tel Aviv. Všechny rakety byly podle izraelských úřadů zničeny protiraketovým systémem Iron Dome. Později následovaly další raketové útoky, vypáleno bylo více než 100 raket. Většina byla opět zničena systémem Iron Dome, jedna raketa zasáhla neobývanou budovu, další zasáhla střechu školky v Nirimu. Podle některých zpráv byl proti palestinským raketám aktivován protiraketový systém Davidův prak (David´s Sling). Celkem bylo během středy proti Izraeli vypáleno 270 raket. V Izraeli nebyli hlášeny žádné oběti na životech, ani zranění. Podle tvrzení izraelské armády část raket vypálených PID dopadla v Pásmu Gazy. Izraelské letectvo v odpoledních hodinách pokračovalo v útocích proti cílům, zejména proti odpalištím raket v Pásmu Gazy. Navečer PID pokračoval v raketových útocích proti izraelskému území. Rakety směřovaly na Gan Javne, mošav Be'er Tovija, Beer Ševu či Netivot. Jako odpověď na tyto útoky zaútočilo izraelské letectvo na vojenské cíle PID v Gaze.
Během dne požádal PID prostřednictvím třetích neutrálních stran Egypt o zprostředkování příměří. To mělo vstoupit v platnost 10. května ve 21:00. Večer izraelský premiér Benjamin Netanjahu nicméně prohlásil, že izraelská operace ještě neskončila. Přijetí příměří nepotvrdil ani PID.

### Čtvrtek 11. května

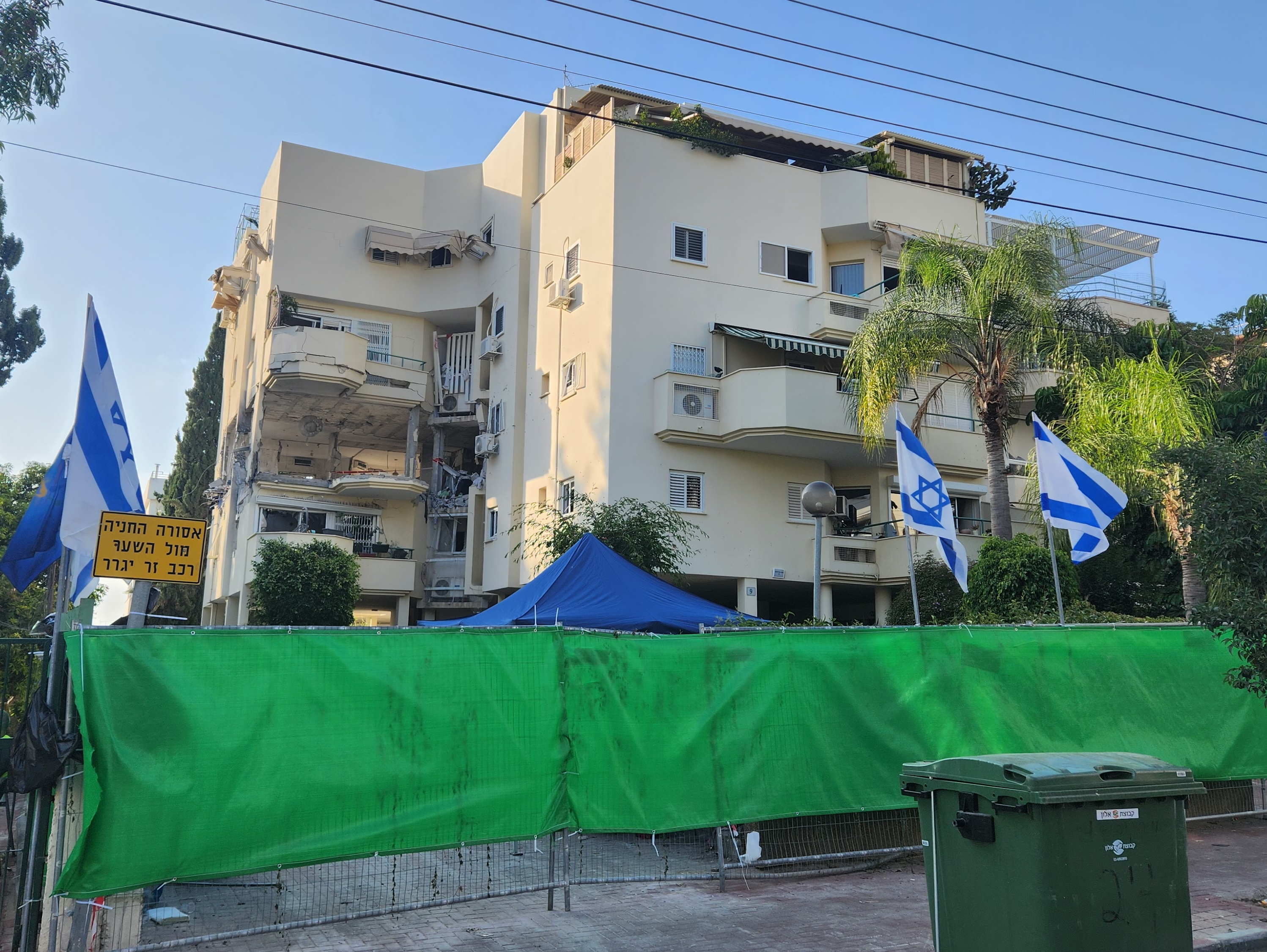
Obytný dům v Rehovotu zasažený 11. května palestinskou raketou

Přes zprávy o zahájení příměří provedlo kolem 1 hodiny po půlnoci izraelské letectvo ve spolupráci se Šin Bet další útok, při kterém byl zabit Ali Hassan Chálí, známý také jako Abú Muhammad, v PID zodpovědný za vývoj a výrobu raket. PID jeho smrt následně potvrdil. Společně s ním byli v bytě v Chán Júnis zabiti další dva příslušníci PID. V reakci na izraelský útok ostřelovali Palestinci pomocí minometů kibuc Kisufim. Izraelské letectvo následně odpaliště minometů napadlo. Během dne pokračovaly izraelské letecké útoky, cíli byly operační místnost PID pro koordinaci útoků a odpaliště raket a minometů. Na údery izraelského letectva odpověděl PID ostřelováním Izraele pomocí minometů. Během odpoledne byl během izraelského útoku další z velitelů PID Ahmed Abú Daka. Na jeho smrt odpověděl PID dalším ostřelováním Izraele. Během tohoto ostřelování jedna z raket zasáhla obytný dům v Rehovotu. Jeden člověk byl zabit, dalších osm bylo zraněno.
Podle představitelů IOS se Izrael vyhýbá útokům na Hamás. Ten, přestože izraelské útoky odsoudil a slíbil pomstu se do bojů dosud nezapojil.

### Pátek 12. května

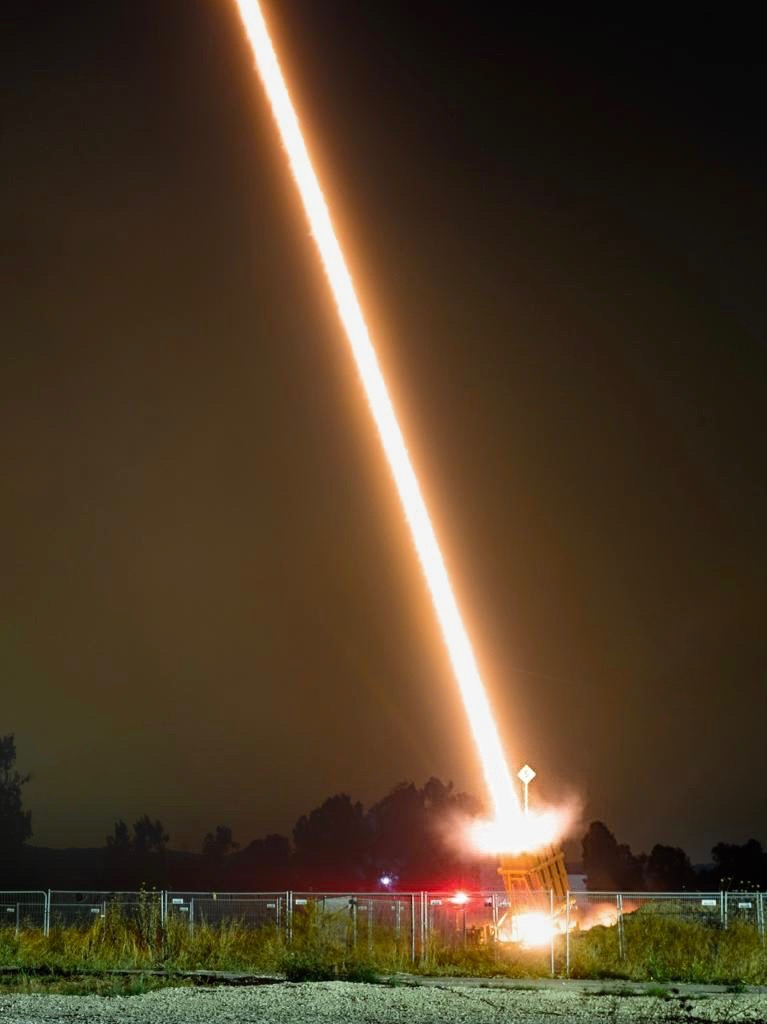
Odpálení rakety z odpalovacího systému Iron Dome

Během dne pokračovaly obě strany konfliktu v útocích. Raketa vypálená z Gazy zasáhla v Sderotu prázdný obytný dům. Izraelské letectvo podnikalo další útoky proti cílům v Pásmu Gazy.
Palestinské rakety mířily Guš Ecjon, Jeruzalém, Efrat, Bejtar Ilit, Bejt Šemeš, Gefen, Tiroš, Gva'ot, Har Gilo, Neve Daniel, Cur Hadasa, Roš Curim a Kfar Ecjon. Část raket byla zachycena systémy Iron Dome a David´s Sling. Izraelské letectvo napadlo čtyři vojenské základny PID a odpalovací místa raket a minometů. V podvečer byl při leteckém útoku zabit další z vyšších velitelů PID Ajíd al Husení, který nahradil 9. května zabitého Chalíla Bahatíniho.

### Sobota 13. května
Po 3 hodině ráno zaútočili Palestinci raketami na Aškelon. Izraelské letectvo odpovědělo útokem na al-Borej. V Nábulusu jednotky IOS zabily 2 hledané teroristy a zničily dílnu na výrobu výbušnin. V průběhu dne obě strany provedly řadu útoků. Izrael zaútočil na domy velitelů PID a z Pásma Gazy byly odpáleny rakety na Ašdod, Gan Javne, Aškelon, Netivot a Sderot.
V odpoledních hodinách dopadly palestinské minometné a protitankové střely na osady Bari a Šokeda. Při této palbě byli zraněni 3 beduínští pastýři z Pásma Gazy. Jeden z nich později na utrpěná zranění zemřel. Ostřelování izraelského území z Pásma Gazy pokračovalo až do večerních hodin.
Kolem 20 hodiny se objevili zprávy o dohodnutém příměří, které mělo začít platit ve 22 hodin místního času. Ve 21:40 byly z Pásma Gazy odpáleny rakety na Guš Dan, Palmachim a Rišon le-Cijon. Bez ohledu na příměří pokračovalo ostřelování ze strany PID ještě po 23 hodině, kdy byly odpáleny rakety na Ejn ha-Šloša a Nirim. Izraelské letectvo na to zahájilo útok, který trval až do dalšího dne.

### Neděle 14. května
Izraelský útok na cíle v Pásmu Gazy pokračoval i po půlnoci. Po jeho ukončení obě strany konfliktu začaly dodržovat příměří zprostředkované Egyptem a Katarem.
Po 18 hodině večer došlo ze strany PID k odpálení jedné rakety proti Izraeli směrem na Aškelon. Raketa dopadla do nezastavěné oblasti a nezpůsobila žádné škody. PID následně oznámil, že k odpálení rakety došlo díky technické závadě. Kolem 19 hodiny zaútočily tanky IOS na bojové pozice Hamásu v Pásmu Gazy.

## Ztráty
Na palestinské straně bylo během operace zabito 33 osob, z toho 6 vysokých velitelů PID a 14 řadových bojovníků. Podle palestinského ministerstva zdravotnictví zahynulo také 13 civilistů včetně 6 dětí a 3 žen. 147 osob bylo zraněno. Podle izraelské strany zabily palestinské rakety při nehodách v Pásmu Gazy 4 lidi, včetně 3 dětí, což ale PID popírá.
Na izraelské straně zemřeli dva civilisté, izraelská žena a Palestinec pracující v Izraeli. Zraněno bylo 32 osob.

## Statistické údaje
Konflikt mezi IOS a PID začal v úterý 9. května 2023 kolem 2 hodiny ráno a skončil sjednaným příměřím v sobotu 13. května 2023 ve 22:00. Během konfliktu provedly IOS 422 leteckých útoků na cíle v Pásmu Gazy. Podle IOS PID proti izraelskému území vystřelil 1469 raket, z čehož 1 139 raket dosáhlo Izraele, zatímco 291 raket dopadlo v Gaze a 39 spadlo do moře. Izraelské protiraketové systémy Iron Dome zachytily 437 střel a a David´s Sling zachytil 2 rakety.
Podle údajů IOS zaútočilo izraelské letectvo na:
- 19 operačních velitelství PID
- 8 základen PID
- 12 provozů na výrobu zbraní
- 122 raketových a 63 minometných pozic PID

Dalšími cíli byly skupiny palestinských bojovníků mířící na odpalovací stanoviště či bojovníci vybavení protitankovými zbraněmi.
Podle palestinského ministerstva zdravotnictví bylo mimo jiné bylo zničeno 20 budov a 940 bytových jednotek bylo poškozeno. Škody byly vyčísleny na 50 milionů dolarů.

## Mezinárodní ohlas

### Mezinárodní organizace
- Generální tajemník OSN António Guterres prostřednictvím svého mluvčího odsoudil úmrtí civilistů v Gaze jako nepřijatelné a vyzval všechny strany, aby s tím okamžitě přestaly a aby zachovávaly maximální zdrženlivost.[22]
- Organizace islámské spolupráce OIS v prohlášení uvedla, že... tento „ohavný zločin“ spáchaný okupační mocností dnes ráno v Gaze si vyžádal 13 mrtvých, včetně dětí a žen, a zranění více než 20 dalších, a považuje to za očividné porušení mezinárodního práva a mezinárodního humanitárního práva a vyzvala mezinárodní společenství, aby převzalo svou odpovědnost a poskytlo palestinskému lidu mezinárodní ochranu. a pohnat izraelskou okupaci k odpovědnosti za všechny její zločiny a porušování lidských práv proti palestinskému lidu, jeho zemi a svatým místům[23]
- Evropská unie uvedla, že... je vážně znepokojena eskalací v Gaze po izraelských náletech... Civilní životy musí být chráněny za všech okolností. Vyzýváme všechny strany k maximální zdrženlivosti, podpoře klidu a úsilí o dosažení politického horizontu a regionální stability[24]

### Státy
- Alžírské ministerstvo zahraničí odsoudilo izraelské nálety na Pásmo Gazy a Náblus a... vyzvalo mezinárodní společenství a Radu bezpečnosti, aby okamžitě zasáhly a útoky zastavily.[25]
- Australská ministryně zahraničí Penny Wongová... odsoudila nerozlišující raketovou palbu z Gazy a respektovala právo Izraele na obranu.[26]
- Egyptský ministr zahraničí Sámeh Hasan Šukrí řekl že... Odsuzujeme poslední operaci, která vedla ke smrti žen a dětí. Agresivní chování Izraele ohrožuje regionální bezpečnost. Vyzývám mírumilovné země, aby zasáhly a ukončily nespravedlnost, kterou snáší palestinský lid[26]
- Íránský ministr zahraničí Násir Kanaani důrazně odsoudil izraelský útok na pásmo Gazy, který považuje za izraelský pokus odvrátit veřejné mínění od velmi kritické situace uvnitř Izraele. Dále řekl že... mlčení a nečinnost odpovědných mezinárodních orgánů a západních zemí tváří v tvář zintenzivnění nelidských činů sionistů proti palestinskému lidu v posledních měsících je nejdůležitějším faktorem v aroganci apartheidní sionistické entity pro pokračování v jejích zločinech...[27]
- Jordánské ministerstvo zahraničí sdělilo, že... je třeba, aby mezinárodní společenství okamžitě a účinně zasáhlo, aby zastavilo tuto agresi a poskytlo ochranu palestinskému lidu v pásmu Gazy a na všech okupovaných palestinských územích, přičemž zdůraznilo, že... pokračování agrese a narušování islámských a křesťanských posvátných míst v Jeruzalémě a izraelské vpády do okupovaných palestinských měst hrozí další eskalací násilí.[28]
- Kyperský prezident Christodoulides sdělil při návštěvě Izraele, že... byl jsem zde navzdory teroristickým útokům, které naprosto odsuzuji.[26]
- Maďarský velvyslanec v Izraeli Levente Benkő jménem maďarského ministerstva zahraničí sdělil, že... Maďarsko je hluboce šokováno stovkami raket, které znovu odpálili teroristé z pásma Gazy, přičemž záměrně mířili na civilisty. Odsuzujeme všechny formy terorismu, uznáváme právo Izraele na sebeobranu.[26]
- Majsijský premiér Anwar Ibrahim vyzývá mezinárodní společenství, zejména Radu bezpečnosti OSN... aby učinily izraelský režim odpovědným a odpovědným za ohavné zločiny, a aby (Izrael) okamžitě propustil všechny palestinské zadržené[29]
- Německé ministerstvo zahraničí ve svém prohlášení uvedlo, že... je zásadní, aby bylo civilní obyvatelstvo účinně chráněno, zejména před raketovými útoky... cílem musí zůstat trvalý mír mezi Izraelci a Palestinci, který každému umožní žít v bezpečí a důstojně.
- Místopředseda nizozemské vlády Wopke Hoekstra sdělil, že... současná eskalace v Izraeli a Gaze je hluboce znepokojující. Nizozemsko odsuzuje všechny nevybíravé útoky. Všechny strany se musí chovat zdrženlivě a zabránit dalšímu násilí a ztrátám civilních životů.[26]
- Rakouská vláda rozhodně odsoudila raketové útoky z Gazy na Izrael. Násilí musí okamžitě skončit.[26]
- Ruský velvyslanec v Izraeli Anatolij Viktorov vyzval Izrael, aby... zastavil jednostranné akce a nepřiměřené použití síly[30]
- Syrské ministerstvo zahraničí uvedlo, že takové zločinné chování vůči palestinskému lidu a jeho spravedlivé věci pouze zvýší jeho věrnost a odhodlání pokračovat ve svém boji, dokud nedosáhnou svých plných práv. Odsouzení již nestačí, nyní je zapotřebí přijmout skutečná opatření k ukončení izraelských masakrů palestinského lidu.[28]
- Tunisko... důrazně odsoudilo zrádné nálety spáchané izraelskými okupačními úřady v pásmu Gazy, které zanechaly řadu mučedníků a desítky zraněných, včetně dětí a bezbranných žen, což je v jasném rozporu se všemi mezinárodními zákony a normami.[31]
- Turecké ministerstvo zahraničí uvedlo, že... odsuzuje útoky izraelských sil na Gazu, které si vyžádaly životy Palestinců, včetně žen a dětí. Tyto opovrženíhodné činy nejsou v žádném případě přijatelné.[28]
- Velvyslanectví USA v Izraeli vyzvalo... všechny strany, aby zmírnily situaci, ale následně dodalo, že... Izrael má právo chránit se a bránit svůj lid před nevybíravými raketovými útoky teroristickými skupinami[24]